# Ани Безант
Ани Безант (на английски: Annie Besant) (родена Ани Ууд; * 1 октомври 1847 г. в Клапам, Съри; † 20 септември 1933 г. в Адяр, Мадрас, Британска Индия, сега Ченай, Тамил Наду, Индия) е британска теософистка, суфражистка, писателка и политик.

## Живот
Ани Ууд е родена на 1 октомври 1847 г. в лондонския квартал Клапам, единствена дъщеря на Уилям Пърс Ууд и съпругата му Емили Рош Морис (починала през 1874 г.). Баща ѝ е работил във финансите, но първоначално е учил медицина. Сред роднините ѝ са Матю Ууд (1768 – 1843), лорд-кмет на Лондон, и Уилям Пейдж Ууд, лорд Хадърли (1801 – 1881).
Бащата на Ани Ууд умира, когато тя е на пет години. Дъщерята на богатия търговец, Елън Мариат, я приема в дома си и я отглежда като калвинистка. Въпреки това, тя се обръща към католическото богословие още в ранна възраст, изучавайки писанията на свети Августин Блажени и Игнатий Лойола.
На 19-годишна възраст тя се запознава с англиканския свещеник Франк Безант, брат на известния социален критик Уолтър Безант. Те се женят през 1867 г. и имат две деца, Артър Дигби Безант и Мейбъл Безант-Скот. Поради сериозни съмнения относно вярата си, тя се свързва с атеистични кръгове и с помощта на Томас Скот публикува брошури, критикуващи църквата, което тласква брака и в криза. Разводът не е възможен, но през 1873 г. е постигнато споразумение за раздяла, което ѝ предоставя попечителство над дъщеря им Мейбъл.
Оттогава нататък Безант става активна в религиозно критични кръгове и сред членовете на английското работническо движение. На следващата година тя се запознава с радикалния свободомислещ човек и журналист Чарлз Брадлоу, става член на Светското общество и поема редакторството на седмичника „Национален реформатор“ и различни леви издания. От 1878 до 1883 г. тя учи естествени науки в Лондонския университет. Тя е и първата студентка в университета, получила бакалавърска степен (по биология).
През 70-те и 80-те години на XIX век Ани Безант е член на различни дискусионни общества, които са били модерни по това време в Лондон, включително „Зететичното“ и „Диалектическото общество“. Тя е смятана за брилянтен оратор, което ѝ е носило и пари, и е спечелила известна репутация в атеистичните интелектуални кръгове. На едно от тези събития тя се запознава с изгряващата литературна фигура Джордж Бърнард Шоу през 1875 г. Безант подкрепя тогавашния беден писател, публикува романите му „Глупавият брак“ и „Любовта на художника“ в списанието „Тя основава, Нашият ъгъл“, а също така наема приятелката си като рецензент за арт къта на списанието. Под влияние на Шоу, тя става член на „Фабианците“, където също скоро се превръща в една от водещите фигури.
В дневниците и писмата Шоу я описва като динамична жена, „която вземала бързи решения“, но също така и като „напълно лишена от чувство за хумор“ и „абсолютно лишена от сексапил“. Твърди се, че не винаги обтегнатите ѝ отношения с мъжете след нещастния ѝ брак са били изключително платонични. Тя дори искала да има брачна връзка с Шоу и му представила подробен, детайлен проект на договор, в който съвместното им съжителство – изрично без секс – трябвало да бъде регламентирано подробно. Шоу, която по това време бил смята за бонвиван и имал връзки с две други жени, отказала предложението, като по-късно го описала като „по-лошо от всички клетви във всички църкви по света“.
В политически план те първоначално продължават да работят заедно. Безант, която е сред онези фабиански сили, които се стремят да обединят анархистичното и колективистичното крило в ляв блок, организира обща конференция на всички социалистически асоциации през декември 1886 г., на която марксистите вземат превес.
На 13 ноември 1887 г. Безант и Шоу участват в протести срещу безработицата и рестриктивната ирландска политика на консервативния министър-председател лорд Солсбъри. Последват сблъсъци с полицията и военните, в резултат на което са ранени 75 души и арестувани 400 души.
Впоследствие Безант засилва политическата си дейност и става активна в синдикалното движение. През 1888 г. тя участва в стачката на момичетата, продаващи кибрит, и осъжда ниските заплати и нечовешките условия на труд в британската фабрика за кибрит Bryant & May във вестникарска статия, озаглавена „Бяло робство в Лондон“. Малко след това тя е избрана в Лондонския училищен съвет, където води кампания за образователна реформа.
Шоу не е забравил борбената Ани дори след напускането ѝ от фабианците: през 1898 г. той я моделира за ролята на Райна Петкоф в пиесата си „Герои“. Той обаче никога не е приемал политическите ѝ дейности напълно сериозно: „Като всички велики популярни оратори, тя е родена актриса“, пише той през 1947 г. по случай 100-годишнината ѝ.
По време на активния си престой в Лондон, Безант пише и книги: В „Законите на населението“ (1877) тя се застъпва за контрол на раждаемостта. През 1887 г. тя е съавтор на атеистичната брошура „Защо не вярвам в Бог“ заедно с Чарлз Брадло.
Теософското общество и неговата работа в Индия до смъртта му
На 21 май 1889 г. Безант се присъединява към Теософското общество (ТО) в Лондон, след като се запознава с творчеството на Елена Блаватска и пише рецензия за нейната „Тайна доктрина“. Скоро след това тя става близък сътрудник на Блаватска. Впоследствие поема издаването на теософски списания и си спечелва определена позиция в рамките на теософското движение. През 1893 г. тя представлява движението в Световния парламент на религиите в Чикаго.
Вижте също : Вивекананда и Анагарика Дхармапала
Безант с Хенри Стийл Олкот (вляво) и Чарлз Лийдбитър (вдясно) в Адяр, Мадрас, декември 1905 г.
Първоначално тя пътува до САЩ, след това през 1893 г. до Индия, където обикаля страната като успешен лектор в продължение на няколко години. През 1894/95 г. тя играе ключова роля в делото „Съдия“, което води до разделянето на Теософското общество (ТГ) на Теософско общество в Адяр (Адяр-ТГ), от една страна, и Теософско общество в Америка (ТГинА), от друга. Самата Безант следва Адяр-ТГ. През 1898 г., заедно с Бхагаван Дас и други, тя основава Централния индуистки колеж (ЦХК) в Бенарес, на който се посвещава предимно през следващите години. През 1901 г. тя изготвя текущия текст на въведение в индуизма за ЦХК, което има реформистки индуистки и теософски черти и е публикувано през 1903 г. През 1916 г. Централният индуистки колеж става част от Бенареския индуистки университет, който тогава е в етап на основаване.
През 1902 г. Безант чува от Франческа Арундейл в Лондон за Великата масонска ложа „Правото на човека“, основана през 1893 г. от Жорж Мартен и Мария Деремес и приемаща за членове и жени. В Париж Безант е приета в първите три степени и е основната отговорна за първата английска масонска ложа „Правото на човека“, основана в Лондон.
Безант, втората отляво, до Мари и Рудолф Щайнер, третият и четвъртият отляво, на Мюнхенския конгрес през 1907 г.
През 1907 г., след смъртта на Хенри Стил Олкот, Безант става президент на Адяр-ТГ. През 1909 г. нейният колега Чарлз Ледбитър вярва, че разпознава в Джиду Кришнамурти теософско-индуистки тип „Аватар “. През 1911 г., предимно със служители и студенти на CHC в Бенарес, са основани първо Орденът на изгряващото слънце, а след това и Орденът на звездата на Изтока. Зараждащият се култ към Кришнамурти ѝ донася нарастваща критика и води до конфликти в рамките на Адяр-ТГ и CHC. През 1912/13 г., след години на подготовка, мнозинството от немските теософи под ръководството на Рудолф Щайнер се отделят от Теософското общество Адяр, което то ръководи, за да следват изключително Щайнер и неговите учения.
Снимка на Кришнамурти с брат му Нитя, Ани Безант и други в Лондон, 1911 г.
Безант през 1911 г. в Англия заедно с Джиду Кришнамурти, брат му Нитя и Джордж Арундейл
В своите предполагаемо ясновидски разследвания, Ледбийтър и Безант съобщават за миналите животи на членове на Адяр-ТГ, включително еволюцията на Безант в човек: В предишния си живот Безант е била маймуна. Като маймуна, тя рискува живота си, за да спаси Буда, когато семейството му е нападнато от диваци. Този акт води до космически реакции, които предизвикват еволюционния скок на маймуната Безант в Homo sapiens в следващото „човешко въплъщение“.
Безант е политически активна в индийското движение за независимост. През 1913 г. тя обикаля Индия под самоизбраното мото „Събуди се, Индия“. През 1914 г. се присъединява към Индийския национален конгрес (ИНК). Там, през 1915 г., тя предлага основаването на Лиги за самоуправление и се застъпва за индийско самоуправление с лоялност към Британската империя. След като ИНК отхвърля това предложение, тя самостоятелно инициира това движение (приблизително по същото време като подобна инициатива на Тилак); за това е интернирана през 1917 г.
След освобождаването си през същата година, тя е избрана за председател на годишния конгрес на Индийския национален конгрес (ИНК). Впоследствие агитира срещу движението за отказ от сътрудничество на Махатма Ганди и губи политическо значение.
Безант изиграва специална роля за издигането на арийците в индийското национално движение и обновяването на индуизма. Нейната интерпретация на теософската теория за коренната раса е в съответствие с расовите теории на Ърнест Ренан и Матю Арнолд. Тя защитава тезата, че хиндуистка Индия може, чрез колониалния опит, да надгради върху златното си „арийско“ минало, което ще даде възможност за обновяване на хиндуистката духовност и култура на по-високо ниво.
След като Джиду Кришнамурти разпуска Ордена на Звездата на Изток през 1929 г., Адяр-ТГ губи значителна част от влиянието си в Индия. Безант остава негов президент до смъртта си на 20 септември 1933 г.

## Произведения (селекция)
- Безант, Ани. Мислителната сила, нейното владане и развитие.   София, С. М. Стайков, 1913. с. 91. (на български)
- Безант, Ани. Родословието на човека.   София, Мъдроструй, 1998. с. 221. (на български)
- Безант, Ани. Мисловната сила.   София, Мъдроструй, 1998. с. 215. (на български)
- Безант, Ани. Аватарите. Божествените проявления.   София, Шамбала, 2007. ISBN 9789543190683. с. 128. (на български)
- Безант, Ани. Карма.   София, Шамбала, 2008. ISBN 9789543191154. с. 130. (на български)
- Безант, Ани. Инициация. Усъвършенстването на човека.   София, Шамбала, 2009. ISBN 9789543191369. с. 157. (на български)
- Безант, Ани. Посвещението. Усъвършенстването на човека.   София, Микеланжело, 2009. ISBN 9789543191369. с. 176. (на български)